# Остерия

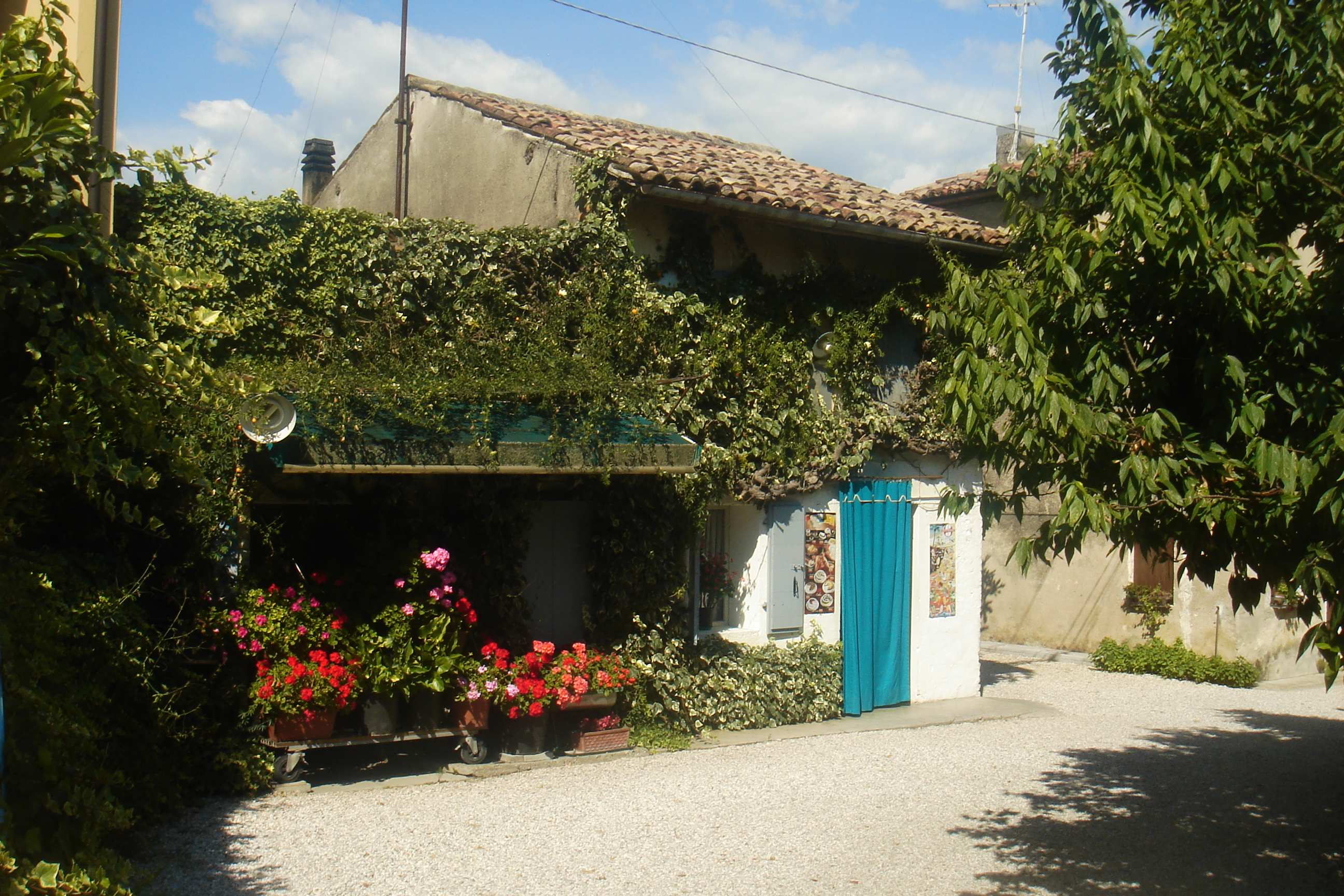
Типичная остерия

Остери́я (от итал. oste — «трактирщик, кабатчик») — предприятие общественного питания в Италии без меню с ограниченным набором блюд простой региональной кухни и вином. Остерия считается идеальным местом для туристов, желающих узнать местную кухню в Италии. Остерия соотносится с понятиями «винный погребок», «кабачок» или «траттория».
Название «остерия» для заведений питания прослеживается в итальянском языке с XIV века. Остерии обслуживали приезжих без родни поблизости, которым негде было поесть. Со временем гастрономическое предложение остерий стало меняться: различия между остерией и семейной тратторией практически исчезли, а в современном понимании среди остерий встречаются такие, которые можно отнести к высокой кухне. Старейший итальянский ресторан в Германии Osteria Bavaria появился в 1890 году на Шеллингштрассе в Мюнхене, его постоянным посетителем в своё время был Гитлер.